# Fabien Lemoine
Fabien Lemoine (Fougères, 16 de março de 1987) é um futebolista profissional francês que atua como meia.

## Carreira
Fabien Lemoine começou a carreira no Rennes.